# Szyszków (województwo śląskie)
Szyszków – wieś w Polsce położona w województwie śląskim, w powiecie kłobuckim, w gminie Lipie.

## Historia
Miejscowość historycznie należy do ziemi wieluńskiej. Ma metrykę średniowieczną i istnieje co najmniej od XIV wieku. Wymieniona po raz pierwszy w dokumencie sprzedaży wsi z 1395 pod nazwami „Szyszkow, Schischkow, Syskow” .
Wieś została odnotowana w historycznych dokumentach prawnych, własnościowych i podatkowych. Była wsią szlachecką.  W 1395 Imram z Nakła sprzedał wieś za 200 grzywien Hinczy z Boskowa. W dokumencie odnotowano jej położenie pomiędzy Rębielicami i Popowem "in terra Wielusiensis" (pol. "w ziemi wieluńskiej"). W 1487 przy podziale dóbr właścicielami miejscowości stali się Jan i Jakub z Kobylan. W 1489 przy następnym podziale Szyszków otrzymał Jakub . 
XVI wieczne dokumenty również odnotowują miejscowość. W 1520 płacono w niej dziesięcinę po 6 groszy z 5 łanów osiadłych, z ról opustoszałych natomiast sołtys płacił 1 wiardunek prepozytowi wieluńskiemu, plebanowi w Dankowie. W 1552 wieś odnotowano jako własność szlachecką Krzysztofa Kobylańskiego. W miejscowości gospodarowało wówczas 12 kmieci, a 2 łany należało do sołtysa. W 1553 było 2,5 łanów kmiecych i 2 łany sołtysie .
Po rozbiorach Polski miejscowość znalazła się w zaborze rosyjskim. Jako wieś oraz folwark leżące nad rzeką Liswartą 43. wiorsty od Częstochowy w powiecie częstochowskim, gminie Lipie i parafii Danków wymienia ją XIX wieczny Słownik geograficzny Królestwa Polskiego. W 1827 miejscowość miała 14. domów zamieszkanych przez 105. mieszkańców. W 1892 wieś liczyła 27. domów i 176 mieszkańców oraz liczyła 271. morg powierzchni. Folwark miał jeden dom, w którym mieszkały cztery osoby i liczył 350 morg.
W latach 1975–1998 miejscowość położona była w województwie częstochowskim.